# Papaoutai
«Papaoutai» (Papa où t’es, с фр. — «Папа, где ты?») — песня бельгийского исполнителя Stromae, выпущенная в Бельгии в формате цифровой дистрибуции 13 мая 2013 года в качестве первого сингла с его второго студийного альбома Racine Carrée. Песня заняла первое место в Бельгии и Франции. На композицию был создан ремикс при участии Angel Haze, который также появился в альбоме.

## Видеоклип
Премьера музыкального клипа состоялась на YouTube 6 июня 2013 года. К 2022 году ролик набрал свыше 900 миллионов просмотров.
По сюжету клипа, мальчик пытается «оживить» отца (в роли которого выступает Stromae), который представляется как бездушный манекен, присутствующий физически, но не эмоционально и духовно. В это время за пределами дома другие дети и их родители играют и танцуют вместе. Видя это, сын упрекает отца словами песни о том, как родитель должен воспитывать своего ребёнка. В конце концов, так и не дождавшись внимания папы, герой садится рядом с ним на диван, приняв такую же безжизненную позу.
На создание песни и клипа повлияло убийство отца исполнителя, ставшего жертвой геноцида в Руанде 1994 года, когда Поль был ещё ребенком.

## Список композиций
| №  | Название    | Длительность |
| -- | ----------- | ------------ |
| 1. | «Papaoutai» | 3:51         |

## Чарты

### Недельные чарты
| Чарт (2013/2014)                                        | Наивысшее место |
| ------------------------------------------------------- | --------------- |
| Бельгия/Фландрия (Ultratop 50)                          | 3               |
| Бельгия/Валлония (Ultratop 50)                          | 1               |
| Чехия (Rádio — Top 100)                                 | 59              |
| Европа (Billboard Euro Digital Song Sales)              | 18              |
| Германия (GfK)                                          | 6               |
| Франция (SNEP)                                          | 1               |
| Израиль (Media Forest)                                  | 8               |
| Цифровой чарт Люксембурга (по данным журнала Billboard) | 2               |
| Нидерланды (Dutch Top 40)                               | 2               |
| Нидерланды (Single Top 100)                             | 2               |
| Швейцария (Schweizer Hitparade)                         | 4               |

## История релиза
| Регион  | Дата             | Формат               | Лейбл   |
| ------- | ---------------- | -------------------- | ------- |
| Бельгия | 13 мая 2013 года | Цифровая дистрибуция | Mosaert |